# Juan Vucetich
Ivan Ante Vučetić (inscripto en italiano como Giovanni Antonio Vucetich, nacionalizado argentino como Juan Vucetich) (Hvar, Imperio austríaco, 20 de julio de 1858-Dolores, 25 de enero de 1925) fue un policía argentino de origen croata cuando era parte del Imperio de Austria. Vucetich desarrolló y puso por primera vez en práctica un sistema eficaz para la identificación de personas por sus huellas dactilares.

## Biografía

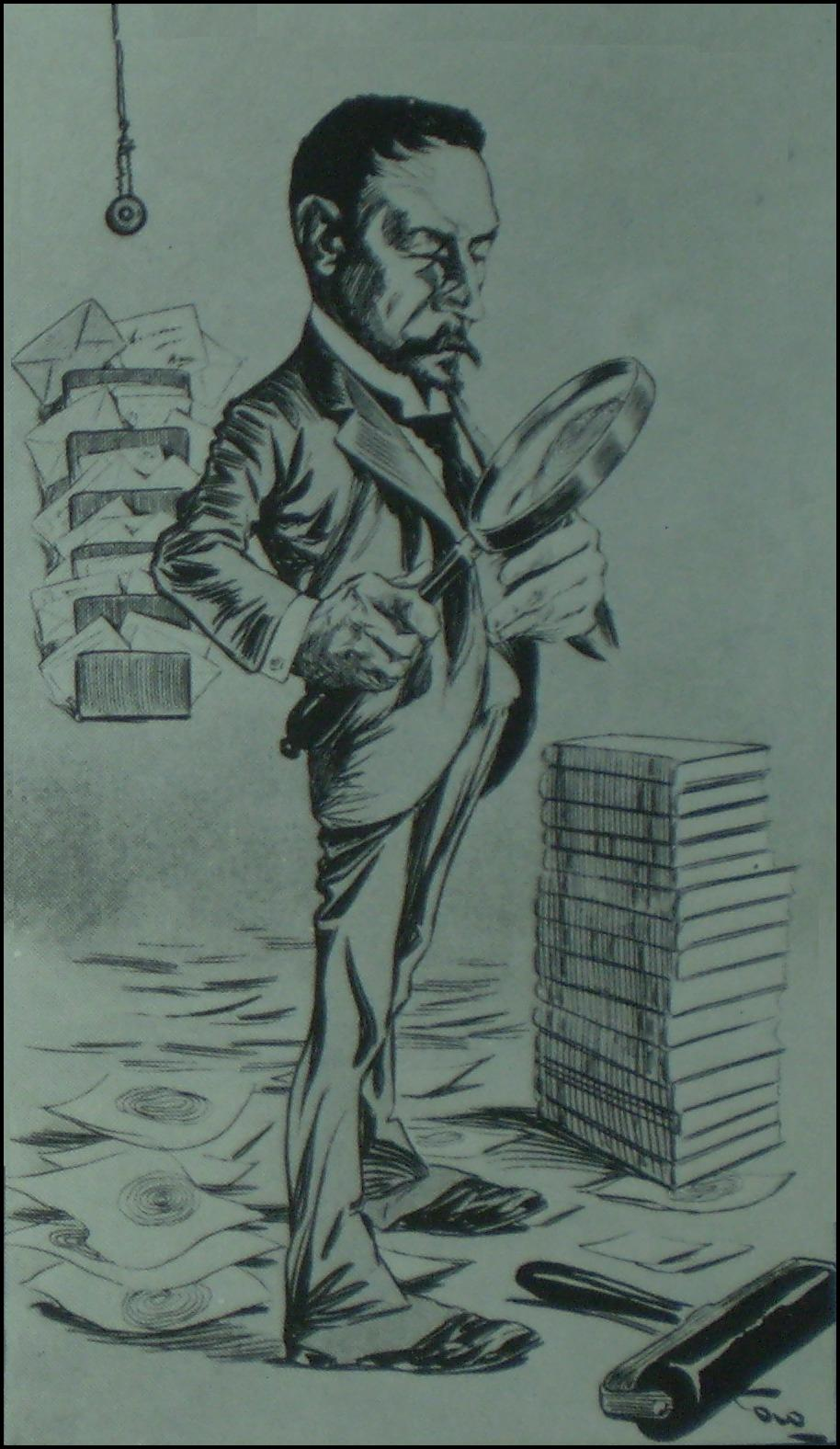
Juan Vucetich, caricatura de Cao.

Ivan Ante Vučetić (anotado como Giovanni Antonio Vucetich), hijo de Vica Kovačević (Vincenta Kovacevich) y Viktor Vučetić (Vittorio Vucetich), de profesión tonelero, nació el 20 de julio de 1858 en la isla de Hvar (en italiano, Lesina) en el archipiélago de Dalmacia (entonces parte del Imperio de Austria, actual Croacia).
Hizo la escuela primaria, aprendió el oficio de tonelero de su padre, hizo estudios secundarios con profesores particulares, realizó el servicio militar y en 1884 emigró a Argentina, llegando a Buenos Aires el 28 de febrero. Luego se mudó a La Plata, donde se casó en 1887. Ya nacionalizado argentino con el nombre de Juan Vucetich, ingresó en 1888 al departamento central de la Policía de la Provincia de Buenos Aires (en la ciudad de La Plata). Inicialmente empleado en la contaduría con el grado de meritorio, un año y medio después fue designado jefe de la Oficina de Estadísticas. Recibida la  orden del jefe de policía de abocarse  al estudio que posibilitara la implementación fáctica de un servicio de identificación antropométrica, luego de leer un ejemplar de la "Revue Scientifique", donde se publicaban los primeros estudio del tema  escrito por Francis Galton (Precursor papiloscópico), advirtió que en las impresiones digitales se hallaba la única solución integral a la problemática de la identificación humana. Creó poco más tarde la Oficina de Identificación Antropométrica y posteriormente el Centro de Dactiloscopía, del que fue director.
El 1 de septiembre de 1891 Vucetich hizo las primeras fichas dactilares del mundo con las huellas de 23 procesados, y se estableció como Día Mundial de la Criminalística. Luego de verificar el método con 645 reclusos de la cárcel de La Plata, en 1894 la Policía de la Provincia de Buenos Aires adoptó oficialmente su sistema. En 1905, su sistema dactiloscópico (inicialmente denominado “icnofalangometría” - "medición de la figura de la falange") fue incorporado por la Policía de la Capital (por la ciudad de Buenos Aires), la futura Policía Federal Argentina. En 1907, la Academia de Ciencias de París informó públicamente que el método de identificación de personas desarrollado por Vucetich era el más exacto conocido en ese momento. En 1911, cuando se sancionó la Ley 8129 de enrolamiento militar y régimen electoral, se adoptó este sistema para la identificación de los varones argentinos mayores de 18 años.
Cuando Vucetich visitó París en 1913, Alphonse Bertillon —que nunca le había perdonado las críticas a su imperfecto sistema, creado en 1883— lo despreció públicamente.[cita requerida]
Vucetich enviudó de sus dos primeros casamientos. Se casó por tercera vez con una estanciera. Luego de protestas públicas realizadas en Argentina en 1917 contra la obligación de identificación general de las personas, que se asociaba con su nombre, se radicó en la población de Dolores donde —enfermo de cáncer y tuberculosis—, falleció el 25 de enero de 1925.
Honrando sus méritos, se bautizó con su nombre a la Escuela de Policía de la Provincia de Buenos Aires y al centro policial de estudios forenses de Zagreb (capital de Croacia, su país natal).[cita requerida]

## La identificación de personas por sus huellas dactilares

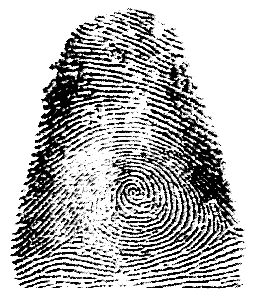
Huella digital del pulgar derecho de Francisca Rojas, primera persona condenada por homicidio a partir de sus huellas dactilares.

En las antiguas Babilonia y Persia se usaban las impresiones dactilares para autenticar registros en arcilla, pues ya se conocía su carácter único.[cita requerida]
En 1883, el francés Alphonse Bertillon propuso un método de identificación de personas basado en el registro de las medidas de diversas partes del cuerpo. Su método, adoptado por las policías de Francia y otras partes del mundo, tuvo un estrepitoso fracaso cuando se encontraron dos personas diferentes que tenían el mismo conjunto de medidas.[cita requerida]
Sir William James Herschel, segundo baronet, fue el primer europeo en notar el valor de las huellas digitales para la identificación. Reconoció que las huellas digitales eran únicas y permanentes. Herschel documentó sus propias huellas digitales durante su vida para demostrar su permanencia. También se le atribuyó ser la primera persona en usar huellas digitales de manera práctica. Ya en la década de 1850, cuando trabajaba como oficial británico para el Servicio Civil indio en la región de Bengala de la India, comenzó a colocar huellas digitales en los contratos; su uso potencial en el trabajo forense fue propuesto por primera vez por el doctor Henry Faulds en 1880.[cita requerida]
El uso de las papilas dactilares fue por primera vez objeto de un estudio científico por el antropólogo inglés Francis Galton, quien publicó sus resultados en el libro Huellas dactilares (1892). Los mismos verificaron tanto la invariabilidad de las huellas digitales a lo largo de toda la vida de un individuo como su carácter distintivo aun para gemelos idénticos. Los estudios de Galton estuvieron orientados a la determinación de las características raciales hereditarias de las personas (sobre las que las huellas digitales no podían dar información) y determinó algunas características de las huellas que todavía se usan hoy en día para su clasificación. Basándose en ellas, Galton propuso su utilización para la identificación personal en reemplazo del inexacto sistema Bertillon, entonces en uso.[cita requerida]
Los 40 rasgos propuestos por Galton para la clasificación de las impresiones digitales fueron analizados y mejorados por el investigador de la policía de la provincia de Buenos Aires Juan Vucetich, a quien el Jefe de Policía de la Provincia de Buenos Aires, Guillermo Nunez, le había encomendado sentar las bases de una identificación personal confiable.
Vucetich usó inicialmente 101 rasgos de las huellas para clasificarlas en cuatro grandes grupos. Logró luego simplificar el método basándose en cuatro tipos fundamentales principales: arcos, presillas internas, presillas externas y verticilos. Con base en sus métodos, la policía bonaerense inició en 1891, por primera vez en el mundo, el registro dactiloscópico de las personas. En 1892 hizo por primera vez la identificación de una asesina, con base en las huellas dejadas por sus dedos ensangrentados (en particular, por su pulgar derecho) en la escena del crimen de sus dos hijos, en la ciudad de Quequén. La misma, de nombre Francisca Rojas, había acusado a su marido de los asesinatos. El 9 de noviembre de 1903 el jefe de la policía de Buenos Aires, Francisco Julián Beazley, adoptó oficialmente el método de Vucetich.[cita requerida]
El método se describe detalladamente en sus escritos Instrucciones generales para el sistema antropométrico e impresiones digitales, Idea de la identificación antropométrica (1894) y Dactiloscopía comparada, presentado este último en el Segundo Congreso Médico de Buenos Aires (1904). El último trabajo recibió premios y distinciones en todo el mundo y se tradujo a varios idiomas. Luego de más de un siglo de su implantación —aunque han variado sustancialmente los métodos de relevamiento, archivo y comparación—, la identificación de huellas dactilares todavía se basa en los cuatro tipos fundamentales finalmente elegidos por Vucetich.[cita requerida]
Estos cuatro tipos fundamentales se diferenciaban en función de una figura denominada DELTA, que corresponde a la confluencia o convergencia de dos o tres sistemas de  líneas o espacios, dos de las cuales forman un ángulo y otra unida a su vértice, que conforman una figura similar a los signos matemáticos mayor (>) y menor (<), que delimitan las regiones nuclear, marginal y basilar de un dactilograma. 
- ARCO: Todo dactilograma carente de deltas.
- PRESILLA INTERNA: Todo dactilograma que presente, en relación con el observador, uno o más deltas derechos (>).
- PRESILLA EXTERNA: Todo dactilograma que presente, en relación con el observador, uno o más deltas izquierdos (<).
- VERTICILO: Todo dactilograma que presente al menos dos deltas dispuestos de manera opuesta y enfrentados.[13]

## Honores

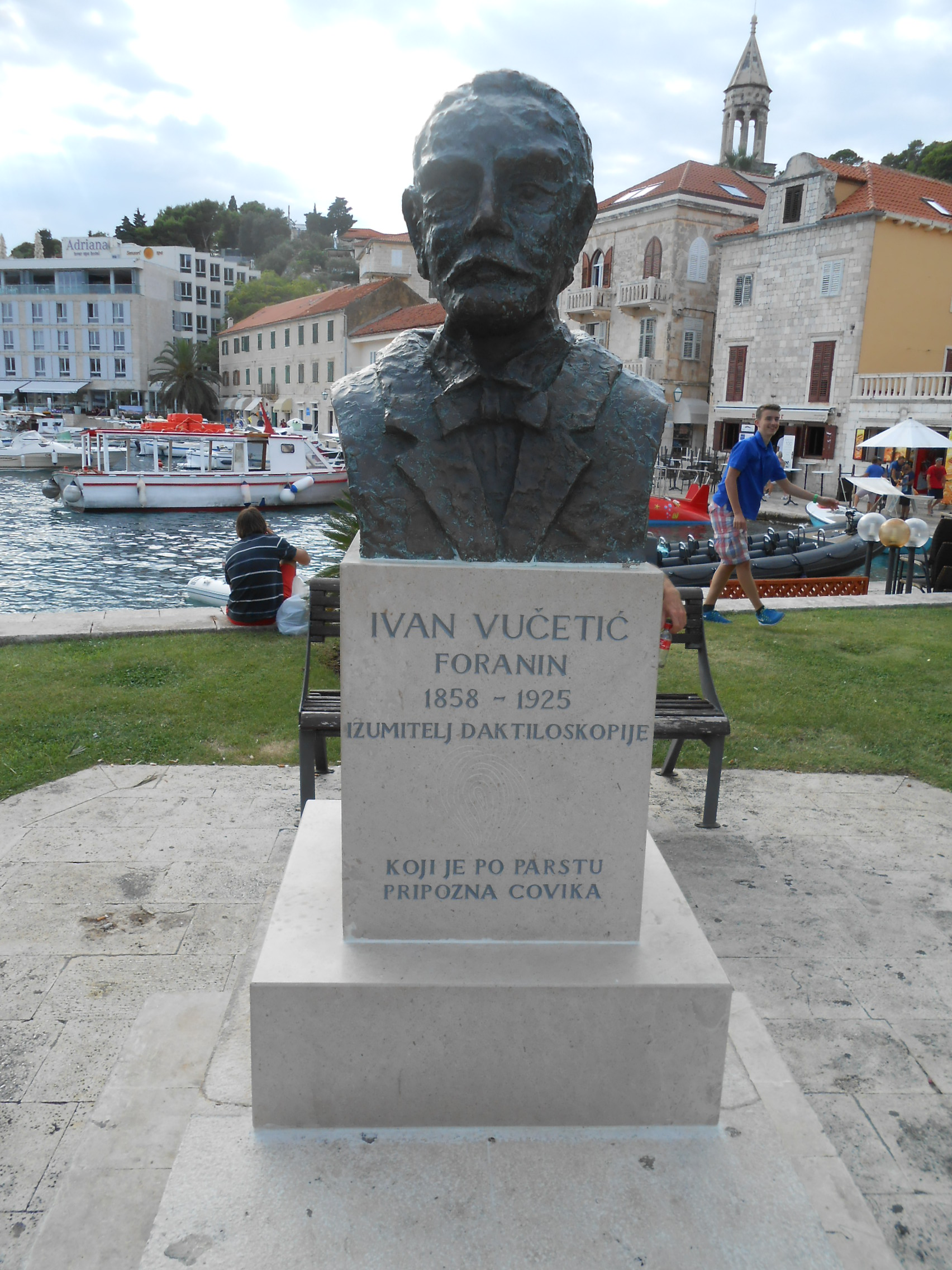
Busto de Vucetich, en el puerto de Hvar.

En Zagreb (Croacia) se encuentra el Centro de Policía de Exámenes Forenses "Juan Vucetich" (Centar za Kriminalistička Vještačenja "Ivan Vučetić"). La ciudad croata de Pula tiene un memorial que honra los servicios prestados por Vucetich en la Armada austrohúngara.
Honra su memoria la Escuela de Policía "Juan Vucetich" ubicada en la localidad de Pereyra, partido de Berazategui (provincia de Buenos Aires), donde hay un museo epónimo, así como también una estatua que representa al sabio. En la Jefatura de Policía de la ciudad de Rosario, Argentina, hay un busto del tecnólogo, hecho por el escultor Erminio Blotta. En la ciudad de San Juan está el CENS N.º 74 Juan Vucetich, donde se cursa la carrera de Peritos Auxiliares de la Policía Judicial.[cita requerida]
En el bosque de la ciudad de La Plata, frente al Museo de La Plata, se encuentra un busto de J. Vucetich como parte del monumento los cinco sabios.
En Argentina, la ciudad de Mendoza cuenta desde el año 2000 con el Instituto Superior Juan Vucetich donde se ofrece capacitación superior en carreras propias de la ciencia criminalística.
En la ciudad de.Dolores en la vivienda donde vivió hasta su fallecimiento, funcionó hasta el año 2018 la.escuela secundaria N 1 que lleva su nombre "Juan Vucetich"